# 姜沛芯
姜沛芯（英語：Bagel Chiang，1994年1月24日—），綽號「貝果」，台灣女子團體 TUD 的成員，校盟影業娛樂經紀公司旗下藝人，曾參與多部戲劇、廣告、MV之拍攝，出道前曾從事模特兒工作。

## 生涯發展

### 出道前
姜沛芯畢業於亞洲大學保健妝品系，於2015年就讀大三時，網路節目《校花點點名》前往台中亞洲大學尋訪拍攝的校花就是她。在校時期除兼職擔任模特兒外，亦時而出現在電視節目、展場與媒體報導裡。透過經紀公司安排，姜沛芯在經歷兩年之培訓與才藝選拔後，方獲選加入TUD。

### 擔任 TUD 主唱
姜沛芯所屬之女子團體 TUD，是由五位出道時平均年齡21歲的團員所組成，每位團員皆出身於《校花點點名》節目。如其他成員般，姜沛芯也先經過兩年多的培訓始脫穎而出，組團後又歷經一年之籌備與集訓，於2017年9月29日發行團體首張EP《Monster》。除擔任主唱外 (TUD 的另外一位主唱是黃怡瑄)，姜沛芯在團裡也常扮演「拍照小老師」的角色，把自身累積的拍照心得與技巧，分享給其他團員。

## 作品

### 戲劇作品
| 劇名           | 類型           | 飾演角色       | 首播日期       | 製作公司 | 地區     |
| 劣人傳之詭計   | 網路劇、電視劇 | Abbie          | 2016年6月8日   | 傳遞娛樂 | 臺灣     |
| 迷徒Chloe      | 網路劇         | Bagel          | 2016年11月14日 | 傳遞娛樂 | 臺灣     |
| 東北插班生     | 網路大電影     | 徐佳佳         | 2017年7月15日  |          | 中国大陆 |
| 愛麗舍之心願本 | 網路劇         | 陳潔           | 2017年8月30日  |          | 中国大陆 |
| 網美照過來     | 微電影         | 安琪(小花同學) | 2018年10月29日 |          | 臺灣     |
| 多少愛         | 微電影         | 湘湘           | 2018年9月24日  |          | 臺灣     |

### 電視節目
| 節目名稱         | 頻道            | 主題                                           | 播出日期       |
| 臺灣文西Only You | ViuTV           | 文藝之旅                                       | 2019年8月13日  |
| 小明星大跟班     | 中天綜合台      | 諧星最艱難的挑戰！加入她們女子偶像還能成團嗎？ | 2017年10月31日 |
| 綜藝大熱門       | 三立都會台      | 超OP網路正妹!本人倒底長怎樣??                  | 2015年5月27日  |
| 國光幫幫忙       | 三立電視        | 北中南校花大集合 暑假看不到她們怎麼辦？        | 2015年7月28日  |
| 歡樂智多星       | 衛視中文台      |                                                | 2015年9月      |
| 校花點點名       | Youtube網路頻道 |                                                |                |
| 我要當女一       | TVBS歡樂台      | 助理主持                                       |                |
| 聲林之王         |                 |                                                |                |

### 音樂作品
TUD 於2017年9月29日發行團體首張EP《Monster》，曲目如下：
| 曲序 | 曲目       | 作曲                 | 填詞           | 時長  |
| 1.   | Monster    | terrytyelee          | TUD            | 03:24 |
| 2.   | 我賴你賴我 | Victor劉偉德、許郁翎 | 許郁翎、詹詠淇 | 03:00 |
| 3.   | 不遠       | terrytyelee、王知音  | 林靖軒、許郁翎 | 04:20 |

於2018年1月17日幫唱寶可夢主題曲，曲目如下：
| 曲序 | 曲目             | 作曲 | 填詞 | 時長  |
| 1.   | 精靈寶可夢點點名 |      |      | 03:20 |

### MV
- 吳莫愁《小蠻腰》

## 外部連結
- 姜沛芯的Facebook專頁
- 姜沛芯的Instagram帳戶
- 姜沛芯 新浪微博 （页面存档备份，存于）